# Marsalforn
Marsalforn is een dorpje aan de noordoostkust van het eiland Gozo, het een na grootste eiland van de Maltese archipel. Marsalforn ligt tussen de dorpjes Xagħra en Żebbuğ. Het dorpje is de meest toeristische plaats van het eiland Gozo. Het is erg aantrekkelijk door de vele restaurants, hotels, bars en stranden. Er is enkel een klein stukje strand in Marsalforn, maar langs de rotsachtige kuststrook zijn ook vele zwemmogelijkheden te vinden.

## De naam
Marsalforn is een samenstelling van het woord 'Marsa' uit het Arabisch. Dit betekent 'baai'. Er is enige onenigheid over het tweede deel van de samenstelling. Namelijk het woord 'forn', wat in het Maltees 'Een bakkerij' zou betekenen. Het is echter zeer onwaarschijnlijk dat dit iets te maken heeft met Marsalforn. Het is niet uit te sluiten dat Marsalforn, net zoals die van de ander Gozitan kustgebieden, wijst op een schip. In dat geval zou het afstammen van Liburna, een Illyrisch type van een schip, dat in het Grieks Livurna wordt genoemd en in het Arabisch Lifurna. Een andere mogelijkheid voor de afkomst van deze naam is het woord 'Forna'. Een woord gebruikt door de Gozitan vissers om te verwijzen naar "Een grot uitgehold door de zee". Er zijn een aantal van deze in Marsalforn, waarvan de bekendste Ghar Qawqla 'De grot op de steile heuvel'.

## Geografie
Naar het zuiden van Marsalforn ligt een vruchtbare vallei die naar het dorp genoemd is. De vallei wordt begrensd door verschillende heuveltjes. Het bekendste van deze heuveltjes is Tas-Salvatur, dat ook wel lokaal als Tal-Merzuq Hill wordt aangeduid.
Deze vulkaanachtige heuvel heeft al de aandacht van mensen sinds 1901, toen een groot houten kruis op de top werd gezet. Drie jaar later, toen Gozo aan de Verlosser Christus werd gewijd, werd dit kruis vervangen door een standbeeld van Christus.

## Geschiedenis
De geschiedenis van Marsalforn gaat terug tot de Romeinse tijd. Tot de zestiende eeuw was de haven van Marsalforn de belangrijkste in Gozo. Vanuit deze haven werden voedingsmiddelen geïmporteerd vanuit Sicilië en konden passagiers aan boord stappen om te reizen naar Licata in Sicilië en andere havens op het vasteland. Doordat Marsalforn zo snel groeide wilden de Ridders van de orde van Sint Jan, de toenmalige leiders van Malta, eind zestiende, begin zeventiende eeuw de oude Citadel verlaten en een nieuwe stad bouwen met uitzicht op de haven. Door vijandigheid van de lokale bevolking is dit plan nooit in werking gezet.

## Economie
Door de groei in de twintigste eeuw van het toerisme op Malta is de economische functie van Marsalforn veranderd van een vissersdorp naar een dorp voor het toerisme. Vandaag de dag, hoewel visserij nog steeds een inkomstenbron is, ontwikkelt het toerisme zich steeds meer en wordt dit langzaam de dominante bron voor werkgelegenheid. Door het toenemend aantal toeristen dat elk jaar Marsalforn bezoekt heeft de stad de afgelopen dertig jaar uitbreidingen gedaan. Een andere oorzaak van de uitbreiding is de vraag naar huizen. Veel Gozitans of Maltezen kiezen een tweede huis in dit kustplaatsje. Ook buitenlanders investeren in de huizenmarkt door het kopen van een huis om te verblijven in de zomer.
De duiksector is de afgelopen jaren ook erg gegroeid door het aantal toenemende toeristen, die vaak de mooie onderwaterwereld van Gozo komen bekijken. Er zijn verschillende duikscholen gelokaliseerd in Marsalforn.